# Hasse Borg
Pour les articles homonymes, voir Borg.
Hans Kristian Borg, dit Hasse Borg (né le 4 août 1953 à Örebro en Suède), est un joueur de football suédois, qui évoluait au poste de défenseur droit, avant de devenir ensuite directeur sportif.

## Biographie

### Carrière de joueur
Originaire de la ville d'Örebro, il commence le football à l'âge de neuf ans, et joue tout d'abord avec l'un des modestes clubs de sa ville natale, le BK Forward, avec qui il fait ses premiers pas en équipe première en 1973. 
Un an plus tard, il rejoint le grand club de la ville, l'Örebro SK (repéré par l'entraîneur du club Orvar Bergmark qui le fit signer), avec qui il fait ses grands débuts en Allsvenskan (D1 suédois). Hasse joue son premier match professionnel le 13 avril 1974 lors d'un match nul 1-1 contre le Djurgårdens IF, et s'impose presque immédiatement en tant que titulaire indiscutable. Il reste au total deux saisons, inscrivant au total 6 buts en 77 matchs, avant de quitter le club en 1973, année où il dispute sa première sélection en équipe nationale de Suède (le 28 février 1976 lors d'un match nul 1-1 contre la Tunisie à Tunis en amical).
Il atterrit alors en Allemagne après plusieurs mois de négociations, en 1. Bundesliga (D1 ouest-allemande), et signe avec le club de l'Eintracht Brunswick pour la somme de 800 000 SEK, avec qui il évolue durant six saisons (avec un total de 9 buts inscrits en 172 rencontres), restant fidèle au club même après sa descente en seconde division.
En 1978, il est sélectionné par Georg Ericson pour participer avec sa sélection à la coupe du monde 1978 en Argentine, où les Suédois ne passent finalement pas le premier tour.
En 1983, il rentre au pays, et termine sa carrière avec le club du sud du pays du Malmö FF, avec qui il remporte quatre trophées, deux championnats (en 1986 et 1988) et coupes (en 1984 et 1986). Il met un terme à sa carrière en 1988, avec 10 buts inscrits en 92 matchs pour Malmö.

### Après-carrière
En 1999, il reste au Malmö FF, non plus en tant que joueur, mais en tant que directeur sportif et marketing, dans une période de déclin du club, relégué pour la première fois depuis plus de soixante ans en Superettan (D2 suédoise). On lui doit notamment l'exposition au grand public de la jeune future vedette du club Zlatan Ibrahimović (future star du football mondial).
Il se met à l'œuvre pour un meilleur réseau en communication et remet en place au club une économie saine et sort les caisses du rouge grâce à la vente de plusieurs joueurs comme Ibrahimović, Markus Rosenberg, Afonso Alves ou encore Ola Toivonen.
Il quitte ses fonctions le 31 août 2011 après plus de 28 ans passés au club, pour pouvoir mieux se consacrer à sa famille.

## Palmarès
Malmö FF
- Championnat de Suède (2) :
  - Champion : 1986 et 1988.

- Coupe de Suède (2) :
  - Vainqueur : 1984 et 1986.